# Chlumec nad Cidlinou
Chlumec nad Cidlinou é uma cidade checa localizada na região de Hradec Králové, distrito de Hradec Králové‎.